# Бач, Август
Август Иоганн Георг Карл Бач, другой вариант написания фамилии — Батш (нем. August Johann Georg Karl Batsch; 1761—1802) — немецкий миколог, ботаник и бриолог. Известен как автор одной из первых опубликованных работ по микологии — Elenchus fungorum (1783—1789), в которой он описал около 200 новых для науки видов грибов. Профессор Йенского университета, руководитель университетского ботанического сада.

## Краткая биография
Август Бач родился в Йене 28 октября 1761 года. Учился сначала в городской школе, затем получал образование на дому. В 1772 году поступил в Йенский университет, где в 1781 году получил степень доктора философии. В 1782—1783 годах был в Йенском университете приват-доцентом ботаники и зоологии. В этом же университете в 1786 году получил степень доктора медицины (был учеником Лодера) и начал преподавать на медицинском факультете; с 1792 года — профессор естественной истории. В 1793 году организовал в Йене Естественнонаучное общество.
Бач был одним из тех учёных, с которым обсуждал свои ботанические интересы Иоганн Вольфганг Гёте после того, как поселился в Веймаре. В своих воспоминаниях Гёте писал, что образ мыслей Бача «в высшей степени соответствовал моим желаниям и требованиям. Его внимание привлекало распределение растений по семействам в восходящем, постепенно развивающемся поступательном движении». Позже Гёте консультировался с Бачем во время написания своей книги о метаморфозе растений (Versuch die Metamorphose der Pflanzen zu erklären, 1790). Будучи крупным чиновником в герцогстве Саксен-Веймар, Гёте покровительсвовал Бачу, и в 1794 году, когда по инициативе Гёте для исследовательских целей в Йенском университете был организован университетский ботанический сад, его руководителем был назначен Бач.
Был членом масонской организации Устава Строгого соблюдения, затем присоединился к обществу иллюминатов, был секретарём Минервальской церкви в Веймаре; 1783 г. "Пресвитер". 
Бач умер в 1802 году после недолгой болезни.

## Некоторые работы
- Elenchus Fungorum (1783—1789)
- Versuch einer Anleitung zur Kenntniss und Geschichte der Pflanzen (1787—1788)
- Kryptogamische Charakterbilder. viii + 251 стр. 220 табл. Ed. Carl Rümpler, Hannover (1878)
- Praktisches Pilzbuch für jedermann (1880)
- Die Moosflora der Umgebung von Hann.-Münden. Bot. Centralblatt 40: 65-72, 101—106; Kassel (1889)

## Роды растений и грибов, названные в честь Августа Бача
- Batschia J.F.Gmel. 1791
- Batschia Moench 1794
- Batschia Mutis ex Thunb. 1792
- Batschia Vahl 1794
- Batschiella Kirschst. 1938

## Семья
В 1787 года Бач женился на Амалии Пфаундель. У них было трое детей — Фридрих, Георг Фридрих Карл и Каролина.